# Mil y una noches (canción)
Mil Y Una Noches, segunda balada del disco, originalmente compuesta por Coral Segovia con arreglos de Pumpin’ Dolls y Diego García, define muy bien el romanticismo de Coral, sus esperanzas, su fascinación por la luna, la magia.

## Anécdotas del tema
La primera versión sonaba como una canción de Disney. Finalmente se hizo un arreglo de guitarra. 
La consigna es que fuese una canción de acampada, que finalmente se logró. Se incluyeron varias de las voces que Coral se hace de fondo, así como panderetas, palmas y ruiditos varios que se fueron agregando en la grabación. 
En Eurosonic, se incluyeron dos pistas de Djembé en estéreo, los huevos, y varias percusiones incidentales que se oyen a lo largo de la canción. 
La voz principal de Coral, se grabó al mismo tiempo que la guitarra en una sala llena de velas, incienso, fotografías, campanitas y piedras de todos los tipos.
- Datos: Q6016220